# Ђеорђе Рациу
Ђеорђе Адријан Рациу (рум. George-Adrian Rațiu; Клуж Напока, 23. април 2000) румунски је пливач чија специјалност су спринтерске трке слободним и делфин стилом.

## Спортска каријера
Рацију је дебитовао на међународној сцени на европском јуниорском првенству у мађарском Ходмезевашархељу 2016, а први значајнији резултат остварио је на истом такмичењу годину дана касније у Нетанији где је као члан штафете 4×100 слободно успео да се пласира у финале у ком је румунски тим заузео осмо место.
Деби на сениорским такмичењима имао је у Копенхагену 2017. на европском првенству у малим базенима. На Олимпијским играма младих у Буенос Ајресу 2018. Рациу је заузео високо шесто место у финалу трке на 50 метара слободним стилом.
На сениорским светским првенствима у великим базенима дебитовао је у корејском Квангџуу 2019. где је пливао у квалификацијама на 50 делфин (43) и 50 слободно (48. место).